# Chilesaurus
Genre
Espèce
Le Chilesaurus (Chilesaurus diegosuarezi) est un genre de dinosaures théropodes qui vivaient il y a approximativement 150 millions d'années, au Jurassique supérieur. Les premiers fossiles ont été découverts en 2004 dans la formation de Toqui, au Chili. Ce genre est monotypique.

## Découverte
Les premiers fossiles ont été découverts par Diego Suárez, alors âgé de 7 ans, qui accompagnait ses parents géologues. La découverte a eu lieu dans la formation de Toqui, située dans des montagnes entre les rivières Maitenes et Horqueta, au sud du lac General Carrera, sur la commune de Aisén. Ces fossiles ont donné lieu à une étude publiée dans la revue Nature en 2015.

## Description
Chilesaurus mesure environ 3,2 mètres de longueur, du nez à la queue.
Les fossiles découverts présentent plusieurs caractéristiques très inhabituelles, qui ont déconcerté les paléontologues. Les vertèbres présentent des perforations, une caractéristique des théropodes. Les os pelviens ressemblent quant à eux à ceux de représentants de l'ordre des Ornithischiens, un ordre de dinosaures incluant les triceratops, les stégosaures et les iguanodons. Le cou est fin et les membres épais, rappelant la morphologie des Sauropodomorphes, tels que le Diplodocus. Sa dentition, avec ses petites dents en forme de spatules, indique que cette espèce était herbivore, alors que la majorité des théropodes (comme le Vélociraptor ou le Tyrannosaure) étaient carnivores au Jurassique supérieur.
Ces caractéristiques très différentes ont d'abord laissé penser qu'il s'agissait de fossiles de plusieurs espèces. Cependant, un spécimen articulé a pu être reconstitué. Parmi les diverses classifications possibles, la qualification de théropode a fini par être retenue par l'équipe de chercheurs ayant publié la découverte.
Bien que des théropodes herbivores aient existé dans les ères suivantes, la découverte de cette espèce remet en question la date d'acquisition de caractéristiques herbivores par les théropodes. La datation des fossiles de Chilesaurus, antérieure aux autres spécimens de théropodes herbivores, laisse penser qu'il s'agit d'un théropode primitif, qui, au contraire de ses congénères, a évolué de carnivore à herbivore.
Outre ce régime alimentaire différent, ce qui a créé l'intérêt autour de cette découverte est que Chilesaurus présenterait, selon les scientifiques à l'origine de la publication, des caractéristiques d'autres espèces dans son adaptation à son nouveau régime alimentaire. Cette hypothèse ferait de Chilesaurus un cas de convergence évolutive.

### Nouvelle étude et ré-attribution
Une nouvelle étude est publiée en août 2017 et remet totalement en cause l'appartenance de ce dinosaure au clade des théropodes tétanurés. Après examen approfondi, le Chilesaurus est réattribué aux ornithischiens dont il serait un représentant précoce peut-être proche d'un ancêtre commun aux deux groupes de dinosaures, théropodes et ornithischiens.